# Fowler Knoll
Fowler Knoll ist ein markanter, verschneiter und 2465 m hoher Hügel im westantarktischen Ellsworthland. Mit einem steilen Kliff an der Südseite ragt er im westzentralen Teil des Havola Escarpment auf.
Der United States Geological Survey kartierte ihn anhand eigener Vermessungen und Luftaufnahmen der United States Navy aus den Jahren von 1958 bis 1961. Das Advisory Committee on Antarctic Names benannte ihn 1962 nach Chief Warrant Officer George W. Fowler von der United States Army, Teilnehmer der mit Zugmaschinen durchgeführten Traverse von der Byrd-Station zur Amundsen-Scott-Südpolstation zwischen Dezember 1960 und Januar 1961, die diesen Hügel am 25. Dezember 1960 passierte.